# Heath-Brown–Morozs konstant
Inom matematiken är Heath-Brown–Morozs konstant C, uppkallad efter Roger Heath-Brown och Boris Moroz, en matematisk konstant som definieras som
{\displaystyle C=\prod _{p}\left(1-{\frac {1}{p}}\right)^{7}\left(1+{\frac {7p+1}{p^{2}}}\right)=0.001317641...}
där produkten är över alla primtal.